# Schwarze Meeresschildkröte
|  | Dieser Artikel wurde aufgrund von formalen oder inhaltlichen Mängeln in der Qualitätssicherung Biologie zur Verbesserung eingetragen. Dies geschieht, um die Qualität der Biologie-Artikel auf ein akzeptables Niveau zu bringen. Bitte hilf mit, diesen Artikel zu verbessern! Artikel, die nicht signifikant verbessert werden, können gegebenenfalls gelöscht werden. Lies dazu auch die näheren Informationen in den Mindestanforderungen an Biologie-Artikel. Begründung: Wenige Informationen & jegliche Quellenangaben fehlen |

Die Schwarze Meeresschildkröte oder Schwarze Suppenschildkröte (Chelonia agassizii; auch Chelonia mydas agassizii) ist eine Population der Grünen Meeresschildkröte. Sie wurde früher für eine eigenständige Art oder eine Unterart gehalten, beides ist jedoch nicht mehr gültig. Es handelt sich vermutlich um Individuen mit Farbmutation.
Im Deutschen werden die Grünen Meeresschildkröten, wegen ihrer traditionellen Nutzung, als Suppenschildkröten bezeichnet. In Anlehnung an die im englischen Sprachraum übliche Bezeichnung „Black Turtle“ wird diese Schildkröte auch in Mexiko als „Tortuga negra“ bezeichnet, üblicher ist allerdings der Name „Tortuga prieta“.

## Geschichte
Der französische Zoologe Marie Firmin Bocourt beschrieb die Schwarze Meeresschildkröte 1886 als eigenständige Art Chelonia agassizii, als Reverenz an Louis Agassiz. Später wurde sie als Unterart von C. mydas angesehen. Spätere Untersuchungen stützten jedoch auch diese Einordnung nicht.  

## Merkmale
Der Name der Population bezieht sich auf die Farben des Panzers der Tiere, dessen Farbspektrum von grau bis schwarz reicht, darauf weist das Tier braune oder olivgrüne Binden auf. Die Unterseite variiert zwischen hellgrau und grünlich grau. Der Panzer kann eine Länge von etwa einem Meter erreichen, das Gewicht des Tieres ist maximal 130 kg.

## Verbreitung
Die Schwarze Meeresschildkröte ist vor allem an der Pazifikküste Nord- und Südamerikas von British Columbia (Kanada) bis nach Chile sowie um die Inselgruppen Hawaii, Osterinsel, Galápagos-Inseln und Revillagigedo-Inseln verbreitet. 

## Ernährung
Die Ernährung der Tiere ist vorwiegend vegetarisch und besteht aus verschiedenen Meeresalgen, daneben auch aus einigen Tieren.

## Gefährdung
Besonders wegen ihres Fleisches und ihrer Eier wurden die Grünen Meeresschildkröten intensiv bejagt, heute sind sie vom Aussterben bedroht und stehen durch das Washingtoner Artenschutzabkommen unter internationalem Schutz.